# Margarete Arnhold
Pour les articles homonymes, voir Arnhold.
Margarete Arnhold est une pédagogue et une femme politique est-allemande, née Bode le 29 avril 1912 à Hanovre et morte le 10 novembre 2003 à Iéna en Thuringe. Membre du Parti libéral-démocrate d'Allemagne, elle est élue députée à la Chambre du peuple de la République démocratique allemande à deux reprises.

## Biographie
Fille de fonctionnaires, Arnhold étudie de 1931 à 1936 aux universités de Göttingen, Vienne, Genève et Marbourg. Elle passe l'examen d'État d'histoire et de français en 1936, puis celui de pédagogie en 1939. Elle enseigne à Alfeld en 1939, à Lehrte en 1940 puis à Gera en 1941–42. Après la Seconde Guerre mondiale, elle est enseignante, inspectrice de l'enseignement ainsi que directrice de la Grete-Unrein-Oberschule à Iéna. Elle devient professeure supérieure de lycée en 1960.
En 1946, Arnhold rejoint le Parti libéral-démocrate (LDP puis LDPD), au sein duquel elle œuvre comme bénévole. À partir de 1953, elle est présidente du LDPD de l'arrondissement de Iéna et membre du comité directeur du LDPD du district de Gera. De décembre 1949 à 1952, elle est députée au Landtag de Thuringe (de). Elle est élue vice-présidente de ce Landtag en septembre 1951. Elle est députée au Bezirkstag (de) de Gera entre 1952 et 1963 ; elle devient la présidente de sa commission pour l'éducation populaire en 1961.
Membre de la Ligue démocratique des femmes d'Allemagne (DFD) à partir de 1947, elle est membre de son bureau confédéral entre 1952 et 1954.
Arnhold est députée des quatrième et cinquième législatures de la Chambre du peuple (1963–71) sous étiquette du Parti libéral-démocrate d'Allemagne. Elle est membre de la Commission pour l'éducation populaire de la Chambre du peuple durant ses deux mandats.

## Récompenses et distinctions
- « Enseignant méritant du peuple (de) »
- Décoration Wilhelm-Külz (de)
- Médaille Clara-Zetkin (1960)
- Ordre du Mérite patriotique de bronze, d'argent et d'or (1988)